# Schöneburg (Oechsen)

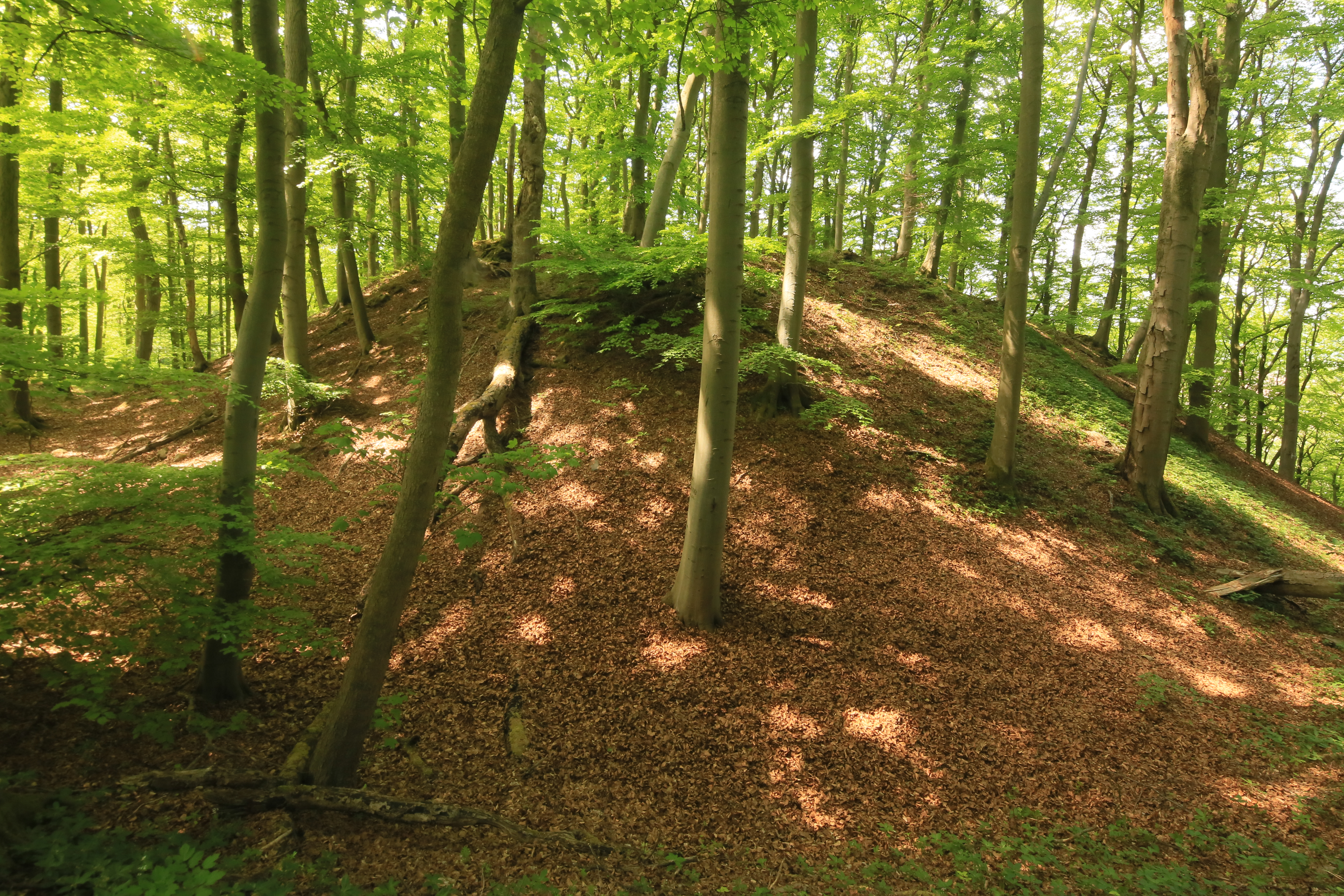

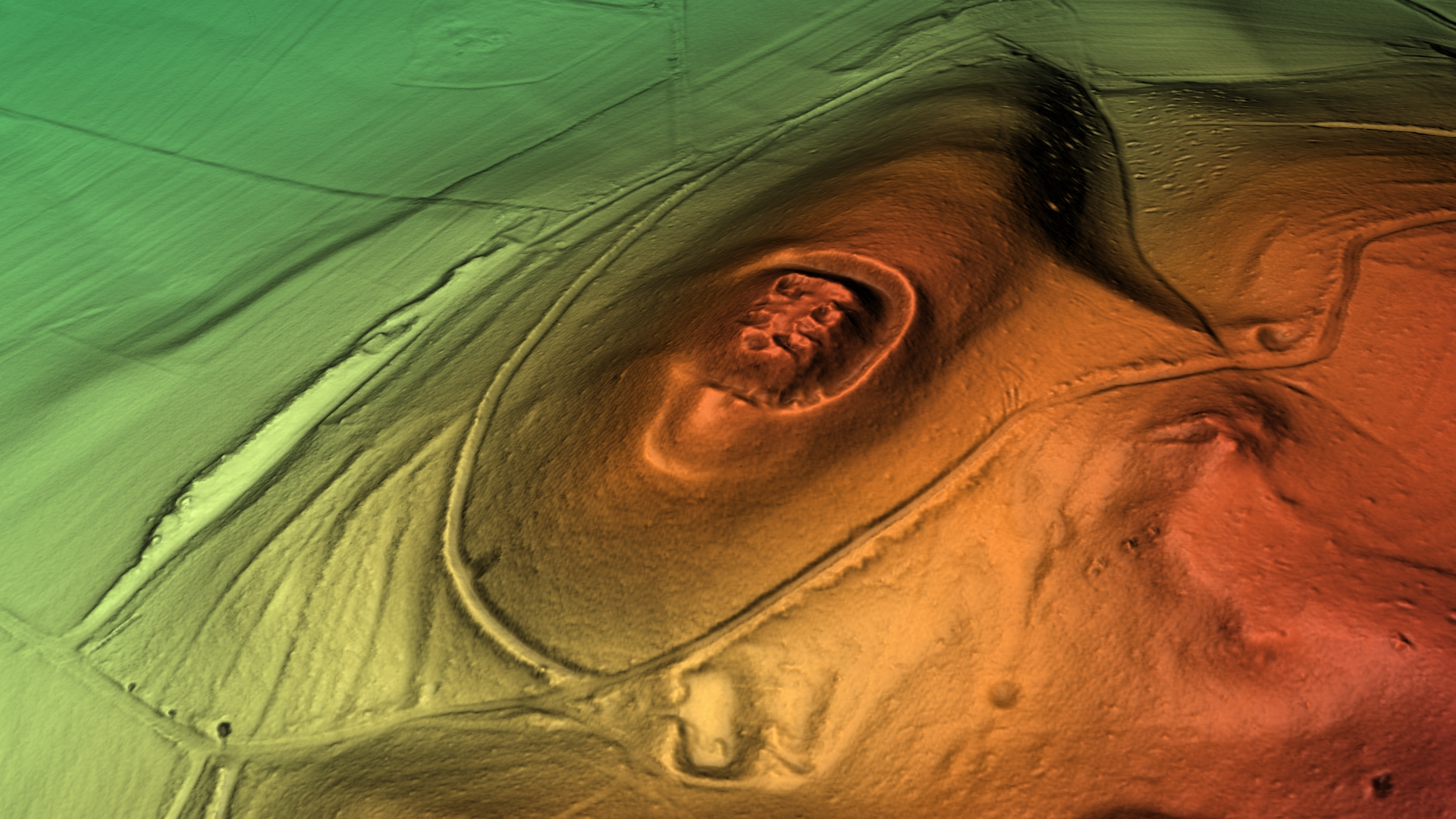
3D-Ansicht des digitalen Geländemodells

Die Schöneburg, auch Altes Schloss, ist eine abgegangene mittelalterliche Burg auf einem nördlichen Vorsprung (520 m ü. NN) des Berges Schorn (559,1 m ü. NN) in der Rhön bei Dermbach.

## Geschichte
Nach älteren Überlieferungen entstand die Burg Schöneburg als eine Anlage der Grafen von Neidhartshausen. Die Pfarrchronik von Dermbach nennt Graf Erpho von Nithardishusen als den Erbauer und Besitzer der Anlage. Die Burg diente der Überwachung einer Altstraße von Geisa über Dermbach in Richtung Wasungen am oberen Rand des Oechsetales und ergänzte die bereits in frühgeschichtlicher Zeit bedeutsamen Befestigungsanlagen bei Dermbach und auf dem Baier.

## Beschreibung
Die rechteckige Burganlage mit einem Plateau von 42 m (Nord-Süd) und 30 m (Ost-West) ist dreiseitig von einem Wall mit tiefem Graben gesichert. Im Nordwesten bieten Steilhänge einen natürlichen Schutz. Der Zugang war offensichtlich von Süden. Gemauerte Fundamente von drei Gebäuden sind sichtbar.